# Acció Republicana de Catalunya
Acció Republicana de Catalunya (ARC) fou un partit polític català de vida molt curta.
Va néixer l'any 1928 a l'escindir-se un grup de militants del partit Acció Catalana liderat per Antoni Rovira i Virgili. En consonància amb l'ambient social generalitzat, creien que ja era el moment de fer-se conèixer com a republicans i liberals així com d'assumir el rol de partit polític preponderant de l'esquerra catalana, que en aquell moment no ocupava ningú. Pretenia ser un partit catalanista d'ideologia esquerrana i republicana. Presidit pel mateix Rovira i Virgili, també n'eren fundadors Macià Mallol i Bosch i Leandre Cervera i Astor així com Josep Tomàs i Piera. El seu periòdic era La Nau, el qual l'havia fundat Rovira i Virgili el 1927.
El 1930 va participar del pacte de Sant Sebastià, enviant-hi com a representant Macià Mallol, juntament amb els altres partits catalans Estat Català i Acció Catalana (el qual hi envià el seu antic company de files Carrasco i Formiguera).
Vist el compromís republicà que havia adquirit Acció Catalana els dos partits van aproximar-se de nou per acabar fusionant-se el març de 1931 en el nou Partit Catalanista Republicà, que el març de 1933 es rebatejaria com a Acció Catalana Republicana.